# Marinus Robyn van der Goes
Marinus Robyn van der Goes (Goes?, 1599 ? – Anversa, 27 aprile 1639) è stato un incisore fiammingo.

## Biografia
Fu allievo di Lucas Vorsterman contemporaneamente a Hans Witdoeck (1630-1631). In seguito nel 1632-1633 entrò a far parte della Corporazione di San Luca di Anversa, dove nel 1634 si sposò.
Sono note 18 incisioni di quest'artista, quattro da Peter Paul Rubens: Fuga in Egitto, Miracoli di San Francesco Saverio, I miracoli di Sant'Ignazio di Loyola e il frontespizio di El memorable y glorioso viaje del Infante Cardenal Don Fernando de Austria di Diego de Aedo y Gallart. Per questa edizione eseguì anche un'incisione dal ritratto equestre dell'Infante eseguito da Jan van den Hoecke, forse un allievo di Rubens.
Quest'artista, data la buona padronanza delle tecniche d'incisione, riuscì a riprodurre fedelmente quanto espresso nei dipinti di Rubens, come ad esempio l'atmosfera notturna nella Fuga in Egitto.
Le altre incisioni furono riprodotte da opere di  Jacob Jordaens, Adriaen Brouwer, Cornelis Saftleven, Hendrick Sorgh e Theodoor van Thulden.
Van der Goes era solito firmare le sue incisioni con Marinus.
Morì il 27 aprile 1639 ad Anversa e fu sepolto in Sint Jacobskerk: nel registro della parrocchia risulta come Marin van der Goes.